# Sokalaffären
Sokalaffären var en bluff, iscensatt av fysikern Alan Sokal, riktad mot den ledande postmoderna kulturvetenskapliga tidskriften Social Texts redaktion och läsekrets. 1996 skrev Sokal, professor i fysik vid New York University en text som han skickade in för publicering i Social Text, enligt honom själv för att se om en tidskrift inom området skulle "publicera en artikel fylld med nonsens om (a) det lät bra och (b) tillfredsställde redaktörernas ideologiska förutfattade meningar".
Artikeln, med titeln "Transgressing the Boundaries: Towards a Transformative Hermeneutics of Quantum Gravity" ("Att korsa gränserna: mot en transformativ hermeneutik för kvantgravitation"), publicerades i Social Texts vår/sommarnummer 1996, kallat "Science Wars" ("naturvetenskapskriget"), som inte hade någon granskning av likar (peer review), vilket gjorde att artikeln inte gicks igenom av någon utanför redaktionen. Samma dag som den publicerades beskrev Sokal i en annan tidskrift, Lingua Franca, att hela artikeln var en bluff, och kallade den för "en pastisch av vänsterns hyckleri, referensdyrkan, grandiosa uttalanden och rent nonsens", och att den var "byggd kring de löjligaste citat kring ämnena fysik och matematik jag kunde finna" av akademiker inom humaniora. 
Den debatt som vidtog fokuserade på akademisk etik, både i form om huruvida det varit korrekt av Sokal att med flit lura en akademisk tidskrift, samt huruvida Social Text hade varit tillräckligt försiktig innan den publicerade artikeln.

## Artikelns innehåll
Genom att argumentera för att kvantteorin har progressiva politiska implikationer hävdade artikeln att det morfogeniska fältet, en idé inom New Age, kunde vare en revolutionerande teori för kvantgravitation, och drar slutsatsen att "eftersom fysikalisk 'verklighet' […] till sin grund är en social och lingvistisk konstruktion" måste en "frigörande naturvetenskap" och en "emanciperande matematik" utvecklas som förkastar "elitens kanoniska 'högvetenskap'" till förmån för en "postmodern naturvetenskap som ger kraftfullt intellektuellt stöd för det progressiva politiska projektet".
Fotnoterna innehöll mer uppenbara skämt, till exempel "på samma sätt som liberala feminister ofta nöjer sig med en minimal agenda om juridisk och social jämlikhet för kvinnor och är 'pro-choice', så nöjer sig liberala (och vissa socialistiska) matematiker inom den förhärskande ZFC (som, avspeglande sitt liberala 1800-talsursprung, redan inkluderar likhetsaxiomet), kompletterat endast med urvalsaxiomet (på engelska "Axiom of choice")".

## Efterspel
Genom att hävda att idéerna i artikeln är intellektuellt absurda, drog Sokal slutsatsen att tidskriften struntade i intellektuell stringens och att den "inte såg några problem med att publicera en artikel om kvantfysik utan att bry sig om att konsultera någon kunnig inom området". Till sitt försvar svarade redaktörerna för Social Text med att de trodde att artikeln "var ett ärligt försök av en professionell naturvetare att söka någon form av stöd i den postmoderna filosofin för hur hans fält utvecklades" och att "dess status som parodi förändrar inte i sig vårt intresse av den som ett symptomatiskt dokument" De anklagade vidare Sokal för oetiskt beteende och antydde att de endast publicerade artikeln i befintligt skick då Sokal vägrade att införa de förändringar de föreslog och då den var relevant för ett specialnummer de förberedde.
Sokal svarade med att säga att detta var precis hans poäng – tidskriften antog artiklar, inte för att de var korrekta eller var vettiga, utan på grund av vem författaren var eller hur de verkade. "Mitt mål är inte att försvara naturvetenskapen från barbarhorden av litteraturkritiker (vi kommer klara oss alldeles utmärkt), utan att försvara den politiska vänstern från ett fashionabelt segment av sig själv. […] Det finns hundratals viktiga politiska och ekonomiska problem för vetenskapen och tekniken. Kulturvetenskapliga studier av naturvetenskapen har i sina bästa stunder gjort mycket för att förklara dessa. Men slarvig kulturvetenskap, liksom slarvig naturvetenskap, är oanvändbar eller till och med kontraproduktiv".
I en intervju i National Public Radios program All Things Considered sa Alan Sokal att han fick idén till sitt "experiment" efter att ha läst Higher Superstition: The Academic Left and Its Quarrels With Science.
1998 gavs boken Impostures Intellectuelles ut med Sokal som medförfattare tillsammans med Jean Bricmont. Boken innehöll flera utdrag ur texter av välkända intellektuella, innehållande vad Sokal och Bricmont hävdade är blatanta felanvändningar av naturvetenskaplig terminologi. Sokal och Bricmont gav även en närmast fientlig summering av postmodernismen och avslutar med att kritisera socialkonstruktivismens starka program. Bokens kritiker hävdade att den missförstår den postmodernistiska teorin den attackerar på ett minst lika gravt sätt som de fel dess författare pekade ut.
Affären spreds från den akademiska världen in i vanlig press, och kommentatorerna är inte överens hur allvarliga dess konsekvenser blev. Bruno Latour, som sysslar med naturvetenskapens sociologi och är en av de som attackerades av Sokal i dennes bok, har beskrivit affären som en "storm i en tekopp". Matematikern Gabriel Stolzenberg har å andra sidan skrivit flera essäer för att besvara de påståenden Sokal och dennes bundsförvanter gjort. Han hävdar att de inte har tillräcklig förståelse för de filosofiska idéer de kritiserar och att detta gör deras kritik meningslös.
Kontroversen påverkade även systemet för granskning av likar. Social Text hade vid denna tid inget sådant stöd då den ansåg att ett sådant skulle hindra originell, mindre konventionell forskning, och litade på att artikelförfattarna själva skulle stå som garanter för den akademiska integriteten hos deras arbeten. Dess redaktörer hävdar att satt i detta sammanhang utgjorde Sokals artikel medvetet ett bedrägeri och ett svek mot deras förtroende. Vidare noterar de att naturvetenskaplig granskning inte nödvändigtvis är nog för att hindra bedrägerier heller, vilket bland annat visats av Schönskandalen, samt flera andra händelser i naturvetenskapens historia.

## Liknande händelser
En senare händelse som jämförts med sokalaffären var när en artikel som slumpmässigt genererats av SCIgen-programmet antogs för presentation vid 2005 års Världskonferens inom Systematik, Cybernetik och Informatik (WMSCI), utan att ha genomgått granskning. Konferensen accepterade skämtartikeln trots att ingen av de tre granskarna den skickats till hade svarat. De tre doktorander från MIT som bar ansvaret för bluffen sade att de inte känt till sokalaffären förrän efter de skickat in artikeln.
En tidigare händelse som också kan jämföras med sokalaffären rörde VIDEA-konferensen 1995,  organiserad av Wessex Institute of Technology. Professor Werner Purgathofer (Technische Universität Wien), som satt med i konferensens programkommitté, blev misstänksam angående standarden hos konferensens granskningssystem då han inte fått motta några artiklar eller sammanfattningar att granska. För att bekräfta sina misstankar skrev han fyra absurda och/eller nonsensfyllda "sammanfattningar" och sände in dem till konferensen. Efter att ha sett att alla blivit "granskade och villkorligen godkända", avgick han från kommittén.
2017–2018 skickade Peter Boghossian, James A. Lindsay, och Helen Pluckrose in flera studier för publikation med syftet att belysa och parodiera vad de kallade "grievance studies" (ungefär "klagostudier") och för att exponera vad de menade var politisk korruption som hade tagit ett grepp kring universitetsvärlden. Flera av dessa publicerades och händelsen kom att kallas "Sokal Squared" eller "the grievance studies affair" (en). Studierna berörde ämnen som postkolonialism, genusvetenskap, queerteori, Critical Race Theory, intersektionalitet och fettaktivism. Bland studierna som accepterades för publicering, innan projektet avslöjades av Jillian Kay Melchior vid Wall Street Journal, var en studie som menade att hundar ägnar sig åt våldtäktskultur, att män kan reducera sin transfobi genom att penetrera sig själva analt med sexleksaker, och ett kapitel av Adolf Hitlers Mein Kampf omskriven med feministisk terminologi. Yascha Mounk, föreläsare vid Harvard, skrev att händelsen belyste ett allvarligt problem med stora delar inom akademin och att den väckte tvivel om den akademiska grunden inom dessa discipliner. Mounk menade också att de tre hade påvisat att vissa ledande publikationer inom områden som genusvetenskap hade misslyckats att skilja mellan å ena sidan vetenskaplig lärdom och å andra sidan intellektuellt enfaldig och moraliskt tvivelaktigt skräp.